# Francesc Xavier Butinyà i Hospital
Francesc Xavier Butinyà i Hospital (Banyoles, 16 de abril de 1834 – Tarragona, 18 de dezembro de 1899) foi um professor, escritor, missionário jesuíta catalão e fundador de congregações religiosas como Siervas de San José e Hijas de San José.